# 宇佐美貴史
宇佐美貴史（日语：／ Usami Takashi */?，1992年5月6日—），日本足球運動員，現效力日職球隊大阪飛腳，日本國家足球隊成員。

## 俱樂部生涯

### 早年時期
出身於日本京都府長岡京市，在家庭三兄弟中排行最末，且全家支持大阪飛腳。受到哥哥們的影響，一歲半左右即開始碰球，三歲獨自到公園踢球。五歲時，加入了地方球隊長岡京少年足球隊（長岡京SS），表現突出，越齡連跳三個年級。小學四年級畢業時，每年平均進了約200球，合計已攻入600球以上，地方稱他為「天才少年」。

### 青年時期
2005年，宇佐美貴史進入大阪飛腳青少年隊。同年入選日本U13足球代表隊前往韓國參加MBC青年大賽，展露了他的才華，讓人大為驚艷。
2006年，宇佐美貴史在高圓宮盃大會上攻入十球，獲得最佳射手的獎項，也幫助大阪飛腳青少年隊首次贏得該賽事冠軍。
2007年，就讀國中三年級時跳級進入大阪飛腳青年隊所屬的向陽台高等學校，成為全隊中唯一中學生，也在球會青年隊大賽中於決賽進球，最終獲得冠軍。
2008年升上高校後，穿上象徵球隊核心的「10」號球衣後，並於日職聯賽青年隊大賽屢屢建功，使球隊成功奪冠，被譽為大阪飛腳青訓史上最傑出的球員，此時他的表現已相當全能，在青年國家隊時常做為核心球員，如2007年豐田國際青年足球邀請賽、2009年其瓦士杯皆有獲獎。當時與高木善朗、宮市亮、柴崎岳等明日之星，被稱為「白金世代」。

### 大阪飛腳
2009年，宇佐美貴史由大阪飛腳的青少年队升入一线队。5月20日，宇佐美貴史在亚冠联赛小组赛第六轮对阵FC首尔的比赛中首发出场，并在比赛第64分钟攻入一球。此时年仅17岁又14天的宇佐美貴史打破了稻本润一所创的队史最年轻球员入球纪录。5月24日，在联赛第13轮对阵鹿岛鹿角的比赛中完成联赛首秀。他在2010年獲得了日職最佳新人獎，是大阪飛腳第一位得到此殊榮的球員。
2010年4月13日，亚冠联赛小组赛第六轮大阪飛腳迎战水原三星的比赛中，宇佐美貴史在下半场伤停补时阶段攻入逆转一球，使球队以2-1的比分战胜对手。4月24日，联赛第8轮对阵FC东京，他在第75分钟接过远藤保仁的一记传中将球推射入网，打入了个人联赛首球。
2011年5月15日，宇佐美贵史在联赛第十一轮对阵福冈黄蜂的比赛中攻入一球，他在该场比赛中的表现也受到当时为日本国家足球队主教练尔阿尔贝托·扎切罗尼的关注。

### 拜仁慕尼黑
2011年7月18日，宇佐美贵史正式登陆拜仁慕尼黑，开启自己的德甲生涯。
2011年8月13日，宇佐美贵史在德甲联赛第2轮对阵沃尔夫斯堡的比赛中替补登场，完成了个人德甲联赛首秀。
2011年10月26日，德国盃第2轮拜仁慕尼黑主场迎战因戈尔施塔特，宇佐美貴史在下半场28分钟替补出场。比赛第90分钟，他在右路接过队友传球，晃开对手后卫球员后获得单刀机会，将球推射入网，攻入了自转会至拜仁慕尼黑后的首粒进球。
2011年12月7日，宇佐美貴史在歐冠小组赛最后一轮拜仁慕尼黑客场挑战曼城的比赛中替补登场，成为日本历史上登陆欧冠赛场的最年轻球员。
2012年4月21日，德甲联赛第32轮拜仁慕尼黑对阵云达不来梅，宇佐美貴史首次在德甲联赛以首发成员出场。
2012年5月19日，宇佐美貴史入选2011–12年歐洲冠軍聯賽决赛大名单。

### 賀芬咸1899
2012年5月23日，为期一年的租借期结束后，拜仁慕尼黑和賀芬咸1899两家俱乐部宣布，宇佐美贵史将在2012-13年賽季以租借身份转投当时處於德甲聯賽的球队霍芬海姆1899。9月16日，德甲联赛第3轮霍芬海姆1899客场挑战弗赖堡，宇佐美貴史首次代表球队首发出场并在比赛第76分钟取得进球。
2013年4月24日，面临降级的霍芬海姆1899宣布下賽季不再租借宇佐美贵史。

### 大阪飛腳
2013年6月18日，在该賽季降级日乙联赛的大阪飛腳宣布宇佐美贵史将重返球队。7月20日，宇佐美貴史在复归球隊后的首战是在日乙联赛对阵神户胜利船的比赛中梅开二度，帮助球队击败对手。
宇佐美貴史在5场比赛中取得5个进球，获选2013年8月日乙联赛MVP。10月27日，日乙联赛第38轮对阵德岛漩涡，他在比赛第22分钟、32分钟、84分钟、89分钟连入4个球，这是其个人首次在联赛比赛中上演大四喜。宇佐美貴史在4场比赛中打入4个进球，再度当选2013年11月联賽MVP。
2014年2月，大阪飛腳宣布宇佐美貴史在训练中左腓骨筋腱脱臼，将至少伤停8周。4月26日，在日职联赛第9轮对阵川崎前锋的比赛中替补回归。5月6日在第12轮比赛中攻入复归后的首个进球。宇佐美貴史再度入选2014年9月联赛MVP。11月8日，大阪飛腳击败广岛三箭，取得日本联赛盃冠军，宇佐美貴史在6场比赛中取得5粒进球，荣获赛事新英雄奖。12月13日，天皇盃决赛凭借宇佐美貴史在第4分钟和85分钟的两个进球，大阪飛腳击败山形山神锁定胜局，取得天皇盃冠軍，他也以6个进球获选赛事MVP。凭借联赛中取得的10个进球以及其表现，宇佐美貴史还入选了本赛季日职联赛最佳阵容。
2015年3月22日，宇佐美貴史在日职联赛第3轮对阵甲府风林到4月29日联赛第8轮迎战松本山雅的连续6场比赛中均取得进球，帮助球队实现联赛7连胜，并获选2015年4月联赛最佳MVP。6月27日，联赛第17轮客场挑战山形山神，宇佐美下半场在12分钟内连续取得3个进球上演帽子戏法。联赛半程在17场比赛中收获13个进球冠绝第一阶段射手榜榜首。最终在本賽季34场比赛中贡献19球，位列日职联赛射手榜第三位。

### 奧格斯堡
2016年6月20日，大阪飛腳宣佈宇佐美贵史将重返德甲赛场，转会至德甲球队奧格斯堡，合同期至2020年6月。
2016年8月27日，德甲联赛首轮奥格斯堡迎战狼堡，宇佐美貴史在比赛第81分钟替补出场。

### 杜塞爾多夫
2017年8月30日，德乙球队杜塞爾多夫宣佈宇佐美贵史租借加盟球队，租借期一年。
2017年9月10日，德乙联赛第5轮杜塞尔多夫主场迎战柏林联盟，宇佐美貴史在下半场替补登场并在在第84分钟取得转会后的首个进球。
2018年2月17日至3月11日，宇佐美貴史在德乙联赛第23轮至第26轮连续4场比赛取得进球。
2018年5月13日，德乙联赛第34轮，杜塞尔多夫客场挑战处于联赛积分榜榜首的紐倫堡，宇佐美貴史在比赛第37分钟攻入关键进球，帮助球队最终逆转取胜，并获得2017年至2018年德國足球乙級聯賽冠军及2018年至2019年德國足球甲級聯賽参赛资格。

### 大阪飛腳
德甲球隊奧格斯堡官方推特宣布宇佐美贵史离开球队，回归大阪飛腳。

## 國家隊生涯

### 青年隊
2005年，宇佐美贵史获征入选日本U13足球代表队，但没有获得正式比赛出场机会。
2007年，宇佐美贵史代表日本U17足球代表队参加2007年丰田国际青年足球大赛并当选最佳MVP和最佳射手。
2009年11月，代表球队出征2009年國際足總U-17世界盃，在三场比赛中出场但没有取得进球。
2010年10月，宇佐美代表日本U19足球代表队在2010年亞足聯U-19錦標賽小组赛第二轮对阵越南的比赛中上演帽子戏法。
2012年8月的2012年夏季奥林匹克运动会中，宇佐美出场4场但没有收获进球。

### 成年隊
2015年3月27日，在麒麟盃友谊赛日本迎战突尼斯的比賽中，宇佐美貴史替补出场，这是其首次出现在国家队的赛场上。
2015年3月31日，在麒麟盃友谊赛对阵烏茲別克的比赛中，宇佐美貴史在比赛第63分替补出场，并在第83分钟取得个人在国家队中的首粒进球。
2015年6月11日，宇佐美貴史在和伊拉克的麒麟盃友谊赛中首次首发出场。
宇佐美貴史入选2018年俄罗斯世界盃日本队23人参赛名单，这是他首次参加世界盃决赛圈比赛。

## 榮譽

### 俱樂部
大阪飞腳
- J1 League：2014
- J2 League：2013
- Emperor's Cup：2014, 2015
- 日本聯賽盃：2014
- 日本超級盃：2015

### 個人
- J.League Rookie of the Year: 2010
- J.League Cup New Hero Award: 2014
- J.League Best Eleven: 2014, 2015

## 個人生活
宇佐美贵史的父亲是一名狂热的大阪飞腳球迷，受其影响，宇佐美在年幼时就成为大阪飞腳的支持者。他有两个哥哥，长兄曾与其同样隶属地方球队长冈京SS。
2011年6月27日，宇佐美贵史与日本演员、新闻主播宇佐美蘭结婚。两人的第一个女儿于2015年12月24日诞生，次女于2018年3月26日诞生。

## 外部連結
- 宇佐美貴史 – FIFA國際賽競賽紀錄 (存檔)
- 宇佐美貴史オフィシャルサイト（页面存档备份，存于）
- 宇佐美貴史オフィシャルブログ（页面存档备份，存于）
- 宇佐美貴史 オフィシャルブログ（页面存档备份，存于） (2011年7月30日まで)
- 宇佐美貴史的Instagram帳戶